# Ossolin (Sainte-Croix)
Pour les articles homonymes, voir Ossolin.
Ossolin est une localité polonaise de la gmina de Klimontów, située dans le powiat de Sandomierz en voïvodie de Sainte-Croix.